# Autobus de Lens-Béthune
« Tadao » redirige ici.  Pour les autres significations, voir Tadao (homonymie).
Le réseau d'autobus de Lens-Béthune appelé également Tadao est le réseau du syndicat mixte des transports Artois-Gohelle. Principalement exploité par la société Transdev Artois-Gohelle (faisant partie du groupe Transdev), il complète le réseau de transports en commun des agglomérations de Lens-Liévin (CALL), d'Hénin-Carvin (communaupole CAHC) et de Béthune-Bruay ; soit 150 communes, et une population de près de 640 000 habitants.

## Histoire

### Réalisation du «Grand Tadao» (2003−2016)

Logo de 2011 à 2018.

Le réseau de bus Tadao provient de la fusion le 13 avril 2004 des deux anciennes sociétés exploitant les réseaux, Still (acronyme de «Société des transports intercommunaux de l'agglomération de Lens−Liévin » agissant dans le cadre d'une délégation de service public de la CALL) et Tuhc (acronyme de « Transports urbains d'Hénin−Carvin », par délégation de la CAHC).
Avec l'adhésion de la communauté d'agglomération de l'Artois et de la Communauté de communes de Nœux et environs au SMT, en 2006, le 27 août 2007, les réseaux Tadao et ArtoisBus fusionnent. Le nom commercial de ce réseau fusionné restera Tadao, et est exploité par la société Keolis Artois Gohelle (fusion de Keolis Gohelle et de la CTA) dans le cadre d'une délégation de service public.
Le 2 janvier 2012, le réseau est restructuré et composé de 46 lignes classées en plusieurs catégories par offre de transport et non plus par secteur géographiques.

### Projet Bulles et refonte du réseau (de 2017 à nos jours)

Logo depuis 2018.

Depuis le 1er janvier 2017, le réseau est exploité par la société Transdev Artois-Gohelle.
Depuis fin août 2018, Tadao possède un nouveau logo et une nouvelle identité visuelle.
Depuis avril 2019, le réseau a été profondément restructuré par la création de 7 lignes de BHNS, dont 2 circulant avec de nouveaux véhicules Iveco Crealis 18, une première pour Tadao.

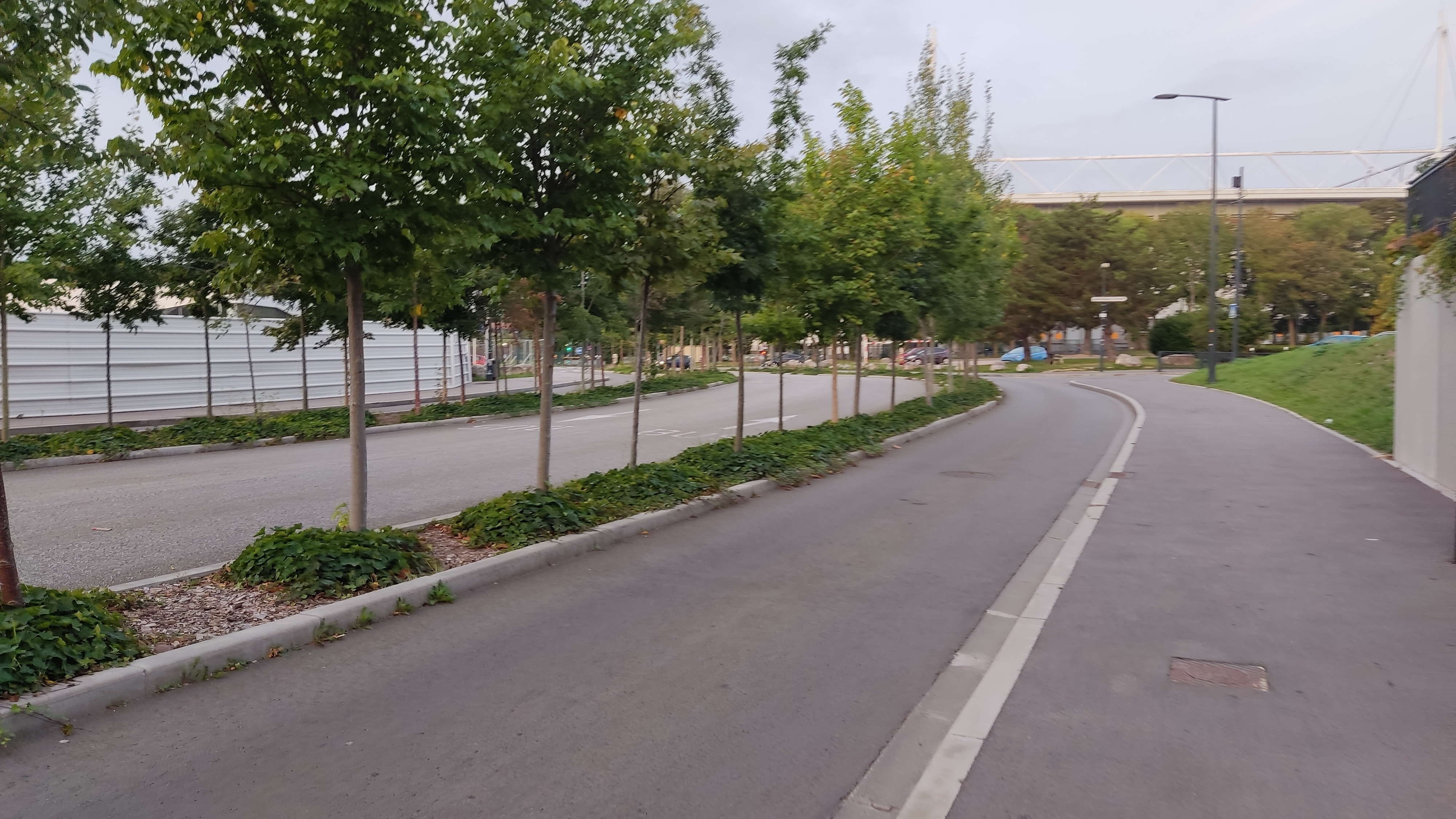
Une voie à double sens de circulation réservée à la circulation des lignes Bulles à Lens.

Avec la mise en place du nouveau réseau, sept lignes Bulles ont vu le jour, contre quatre auparavant.
B1 : Liévin Université — Noyelles-Godault Europe
B2 : Beuvry Ballon — Houdain Marne ou Barlin Collège Moulin
B3 : Avion Lebas — Vendin-le-Vieil Lens 2
B4 : Annezin Stade — Beuvry Hôpital
B5 : Libercourt Gare — Lens Gares
B6 : Lillers Covoiturage — Bruay Europe
B7 : Hénin-Beaumont Espace Lumière — Libercourt Gare
Les lignes B1 et B2 ont une fréquence de 10 minutes en heures de pointe.

## Structure du réseau

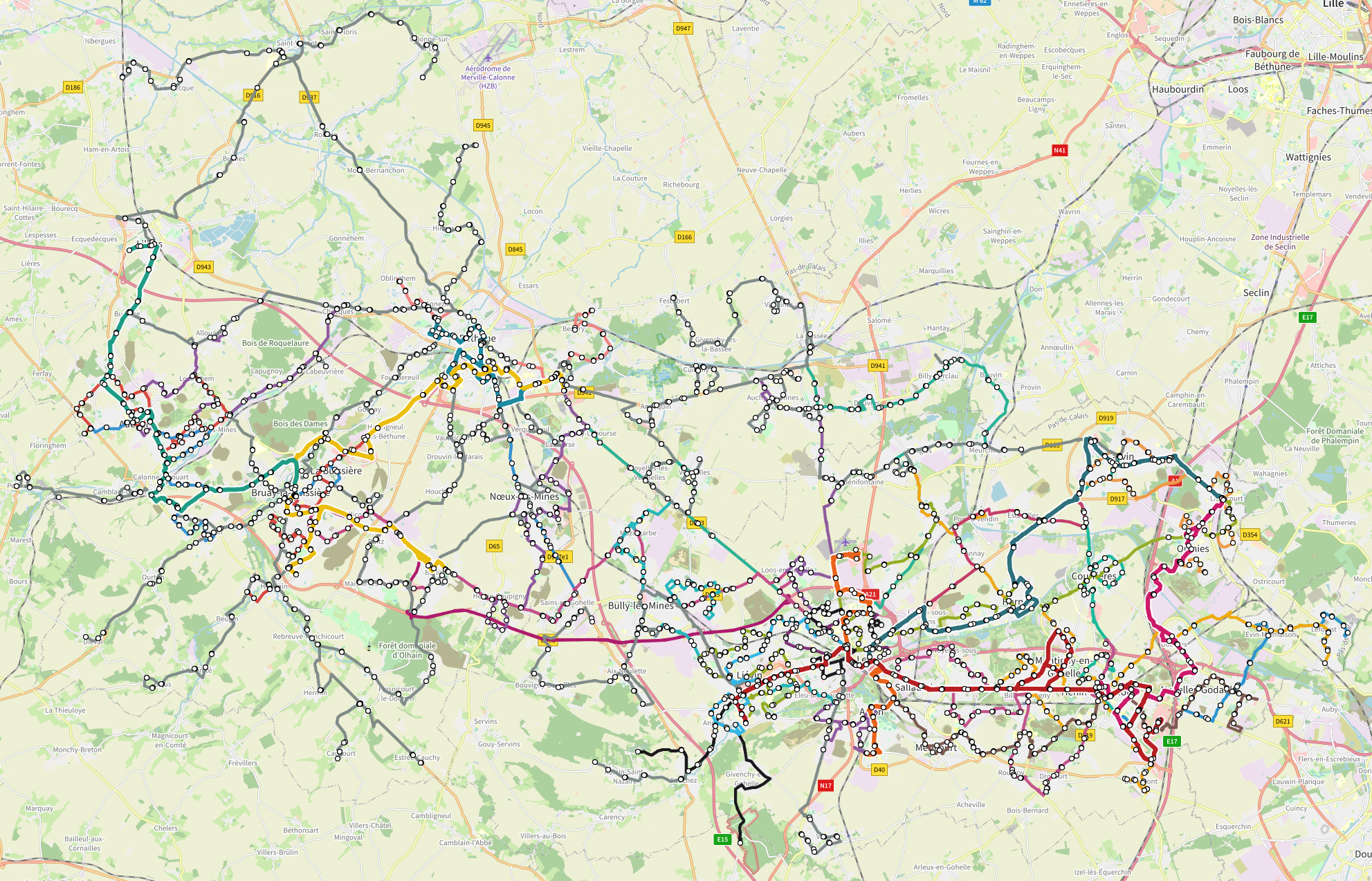
Carte générale du réseau

### Lignes «Bulles»
En 2003, la ligne 15 est transformée en ligne bulle et était à l'origine destinée à relier les villes de Lens et de Liévin. Ces deux lignes sont des bus à haut niveau de service.
Il y avait deux grandes raisons pour le projet. D'abord, une volonté politique commune entre les maires des deux villes, et de la Communaupole et ensuite une « mobilité pour tous » à cause de la faible motorisation du district.
Le réseau créait en 2004 la ligne Bulle 2 qui relie la ville d'Hénin-Beaumont à celle de Lens, remplaçant la ligne 20. En 2006, avec la recomposition des lignes de bus, les lignes Bulle 1 (Lens—Liévin) et bulle 2 (Hénin—Lens) ne forment plus qu'une seule ligne de bus bulle reliant Liévin à Noyelles-Godault. Enfin en 2007, une nouvelle ligne Bulle est mise en place entre les villes de Béthune et de Bruay-la-Buissière, remplaçant la ligne 20 d'Artois Bus.
En termes de fréquentation, entre Lens et Liévin, la ligne bulle est passée de 350 000 passagers par an en 2003 à 1,1 million en 2007. Sur la ligne côté Bruay-Béthune, en 2007, la fréquentation est à 300 000 voyages. Ainsi, depuis 2002, les lignes bulles ont triplé de fréquentation et ne cessent d'augmenter.
Le 2 janvier 2012, le réseau Tadao a été restructuré en profondeur. Les lignes Bulles sont modifiées et passent de deux à quatre lignes.
En 2015, les bulles ont subi quelque modifications. :
- B1 : Liévin Stade Couvert — Noyelles-Godault Europe
- B2 : Bruay Provinces — Beuvry Grand Ballon
- B3 : Avion République — Vendin-le-Vieil Centre commercial
- B4 : Annezin Poste — Beuvry Hôpital

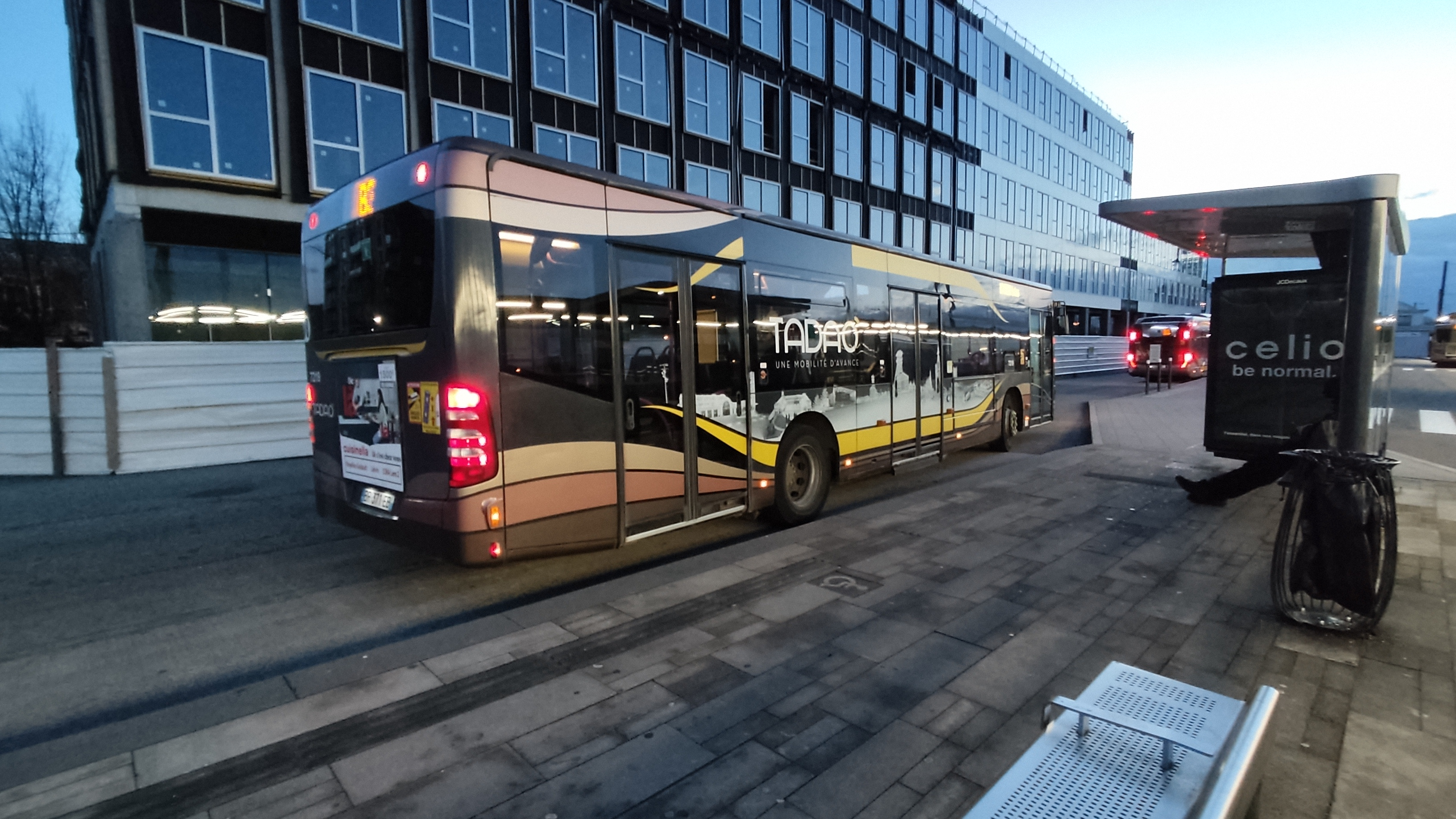
Un bus de la ligne Bulle 3.

Le projet de remplacement de certaines de ces lignes de bus par un tramway a été abandonné en 2015 et sera remplacé par le projet « Bulles », un ensemble de sept lignes de bus à haut niveau de service.
Les sept lignes « Bulles » sont les suivantes :
- B1 : Liévin Université — Noyelles-Godault Europe
- B2 : Beuvry Ballon — Houdain Marne ou Barlin Collège Moulin
- B3 : Avion Lebas — Vendin-le-Vieil Lens 2
- B4 : Annezin Stade — Beuvry Hôpital
- B5 : Lens Gares — Libercourt Gare
- B6 : Bruay Europe — Lillers Covoiturage
- B7 : Libercourt Gare — Hénin-Beaumont Espace Lumière

### Lignes régulières

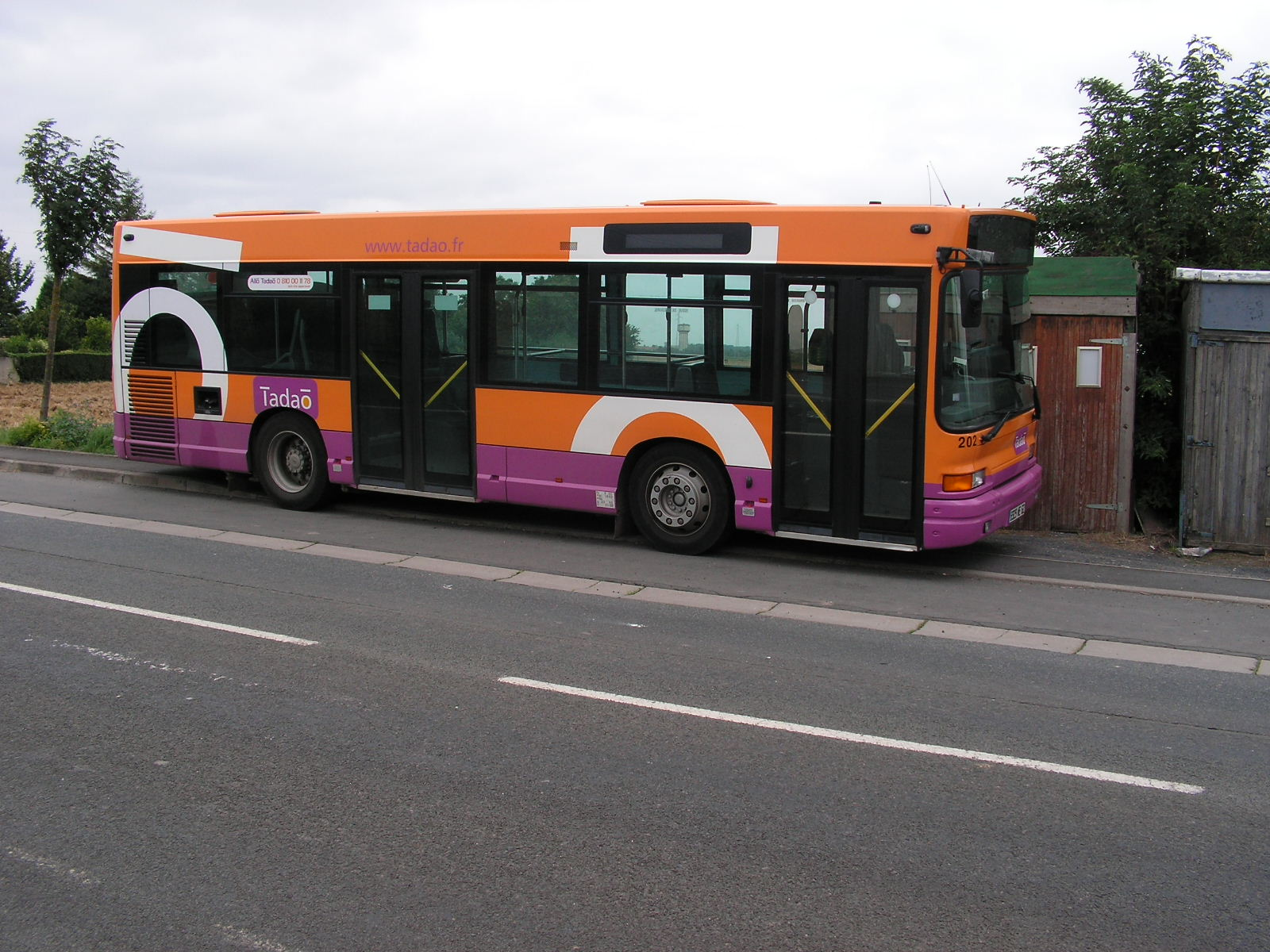
Un bus GX 117 Tadao.

Avant la fusion des réseaux Tuhc et Still, certaines lignes de bus assuraient déjà la liaison entre les deux communautés d'agglomération (et celle de Béthune-Bruay également) dans le cadre de l'accord tarifaire Galaxie. Dans un premier temps, lors de la fusion, seule la numérotation a changé. Puis, le 28 août 2006, deux ans après la fusion, toutes les lignes de bus ont été modifiées. Elles sont passées de 54 à 47 pour une meilleure circulation des passagers, et de nouvelles lignes scolaires ont été créées. Ainsi, plus de lignes de bus passent entre les deux agglomérations de Lens-Liévin et d'Hénin-Carvin. Pour certaines personnes, la réduction du nombre de lignes est due à la société-mère Keolis. Ils assurent également que l'axe principal entre Liévin et Noyelles-Godault a une fréquence de 15 minutes tandis que des arrêts de bus et des cités minières ne sont plus desservis, et dénoncent le fait que certaines villes de moyenne taille ne sont plus desservies après 18 heures.
Avec l'absorption d'Artois Bus et de Trans-Service, 32 lignes sont venues s'ajouter au réseau, soit 31 lignes régulières et la ligne buLLe. Le 5 janvier 2009, les lignes 12 et 50 ont fusionné pour former la nouvelle ligne 12 et la ligne 86 disparaît. Le 2 janvier 2012, le réseau est restructuré. Il est complètement revu et simplifié afin de mieux desservir le territoire et se compose désormais de quarante-six lignes régulières, ce nombre est passé à quarante-sept après l'ouverture de la ligne 55.
En termes de fréquentation, en 2004, 473 000 passagers ont pris le bus, ce qui fait 1,3 voyage par an et par habitant pour le périmètre de Lens et d'Hénin. Quelques années plus tard, en 2007, quinze millions de voyageurs ont pris les transports en commun, ce qui fait 23 ou 24,5 voyages par an et par habitant.

#### Lignes principales
(Liste à jour au 1er Aout 2024)
Ces lignes sont complémentaires aux Bulles et desservent plus finement les quartiers traversés.
- 10 : Oblinghem Mairie — Beuvry Gare
- 11 : Grenay Guadeloupe ou Noyelles-les-Vermelles Centre Commercial — Lens Gares
- 12 : Barlin Collège Jean Moulin — Béthune Clemenceau
- 13 : Lens Van Pelt — Angres — Duguay-Trouin
- 14 : Cauchy-à-la-Tour Rue de Floringhem — Bruay Libération
- 15 : Carvin Église — Noyelles-Godault Europe
- 18 / 18 express : Lens Gares — Bruay Europe
- 19 : Lens Gares  — Courcelles-lès-Lens Zone d’activités

#### Lignes complémentaires
Ces lignes desservent les communes de moyenne taille et les relient aux pôles de correspondances majeurs.
- 20 : Béthune Gare — Allouagne Jean-Jaurès
- 21 : Fouquières-lès-Lens Cocorico — Leforest Gare
- 22 : Lens Gares — Béthune Gare
- 23 : Leforest Le Planty — Hénin-Beaumont Lycée Darchicourt
- 24 : Beuvry Hôpital / Béthune Joffre — Hersin-Coupigny - Tirtaine ou Lamendin
- 25 : Hénin-Beaumont Polyclinique — Lens Van Pelt
- 27 : Wingles Lycée Voltaire — Hénin-Beaumont Scrève
- 30 : Cauchy-à-la-Tour Rue de Floringhem — Lozinghem Abreuvoir
- 31 : Liévin Site du 11/19 — Liévin Fond d'Anglet (ligne circulaire)
- 33 : Vendin-le-Vieil Collège Desrousseaux — Libercourt Gare
- 35 : Avion Lebas — La Bassée Gare
- 36 : Bruay Libération — Houdain Poste
- 37 : Auchy Porte des Flandres — Lens Lycée Condorcet
- 39 : Lens Béhal-Jean-Zay — Carvin Pont de Grès
- 41 : Lens Circulaire
- 47 : Carvin Pont de Grès — Oignies Vauban

#### Lignes Duo
(Liste à jour au 2 juillet 2020)
Ces lignes ont des horaires ciblés, parfois sur réservation, pour la desserte des zones de travail. Beaucoup de ces lignes relient des communes rurales à un pôle plus important.
- 50 : Bruay Europe — Béthune Gare
- 52 : Beuvry Hopital — Béthune Gare
- 53 : Hulluch Fosse 13 — Carvin Église
- 54 : Béthune Gare — Hinges Rue de Paradis
- 55 : Aix-Noulette Épinette — Liévin Nauticaa
- 56 : Billy-Berclau 11-Novembre — Béthune Gare
- 57 : Liévin Centre commercial — Ablain-Saint-Nazaire Boutzeur
- 58 : Vermelles Marignane — La Bassée Gare
- 59 : Lens Gare Bus — Vimy Mésanges
- 60 : Festubert Mairie — Haisnes Mairie
- 62 : Estrée-Cauchy Haut d'Estrée — Bruay Europe
- 64 : Bajus Abreuvoir — Bruay Europe
- 66 : Pernes (Pas-de-Calais) Mairie — Bruay Europe
- 68 : Labeuvrière Mairie — Bruay Europe
- 70 : Barlin Mairie (Maisnil-les-Ruitz Parc d'Olhain)— Bruay Europe
- 72: Noeux-les-Mines Gare — Ruitz Mairie
- 74: Lillers Covoiturage — Isbergues Molinghem Gare
- 76: Béthune Gare — Calonne sur La Lys Verts Feuillages
- 78 : Béthune Gare — Lillers Covoiturage
- 82: Béthune Clemenceau — Bruay Europe
- 114 : Diéval Rue Éloy — Bruay Europe

### Lignes Allobus

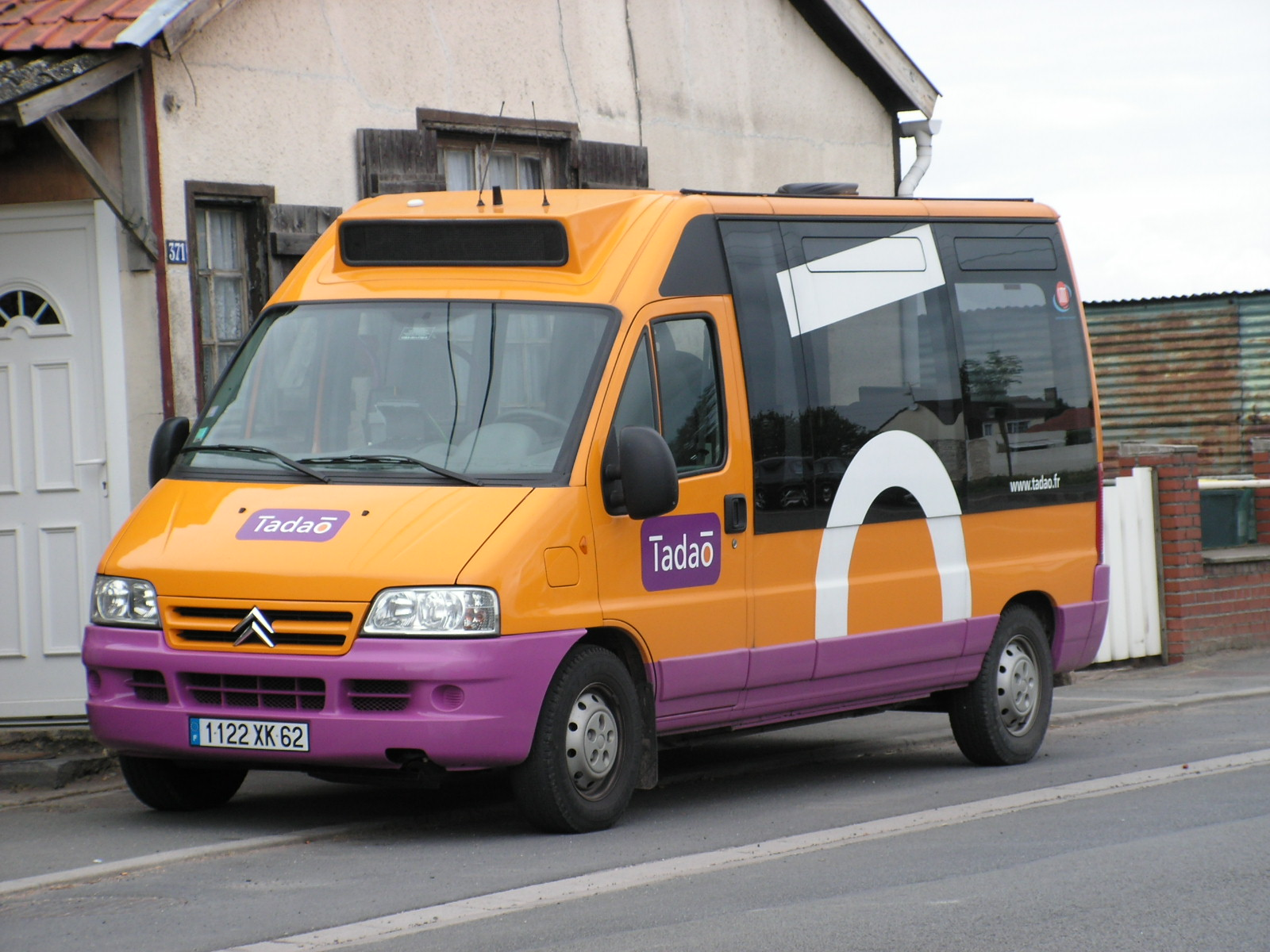
Un minibus Jumper Tadao.

Les lignes Allobus sont des lignes de bus à la demande pour les villes ou les quartiers les moins peuplées, elles sont au nombre de neuf. Les lignes sont à la demande, c'est-à-dire qu'il faut appeler un numéro gratuit pour pouvoir prendre le bus. Depuis le 1er juillet 2008, la centrale d'appel n'est plus la même que pour Proxibus.
Six aller/retour sont disponibles sur chaque ligne. Les trajets sont effectués en minibus.
Le 2 janvier 2012, le réseau Tadao a été restructuré en profondeur. Les lignes Allobus sont modifiées et passent de quatorze à neuf lignes indicées par des lettres et indifféremment de leur zone géographique :
- Allobus A : Béthune ↔ Desserte des communes de Vieille-Chapelle, La Couture, Locon et Essars
- Allobus B : Béthune ↔ Desserte des communes de Richebourg, Neuve-Chapelle, Beuvry et Essars
- Allobus C : Béthune Porte des Flandres ↔ Desserte des communes de Neuve-Chapelle, Violaines, Givenchy-lès-la-Bassée et Festubert
- Allobus D : Lens Centre ou Centre commercial de Lens-2 ↔ Desserte des communes de Annay, Loison et Vendin
- Allobus E : Hénin Centre ou Zone commerciale de Noyelles-Godault ↔ Desserte des communes de Rouvroy, Acheville et Bois-Bernard
- Allobus F : Lillers Gare ou Isbergues Gare ou La Poste ou Église ↔ Desserte des communes de Lillers, Norrent-Fontes
- Allobus G : Béthune ↔ Desserte de la commune de Gonnehem

### Pôles de correspondance

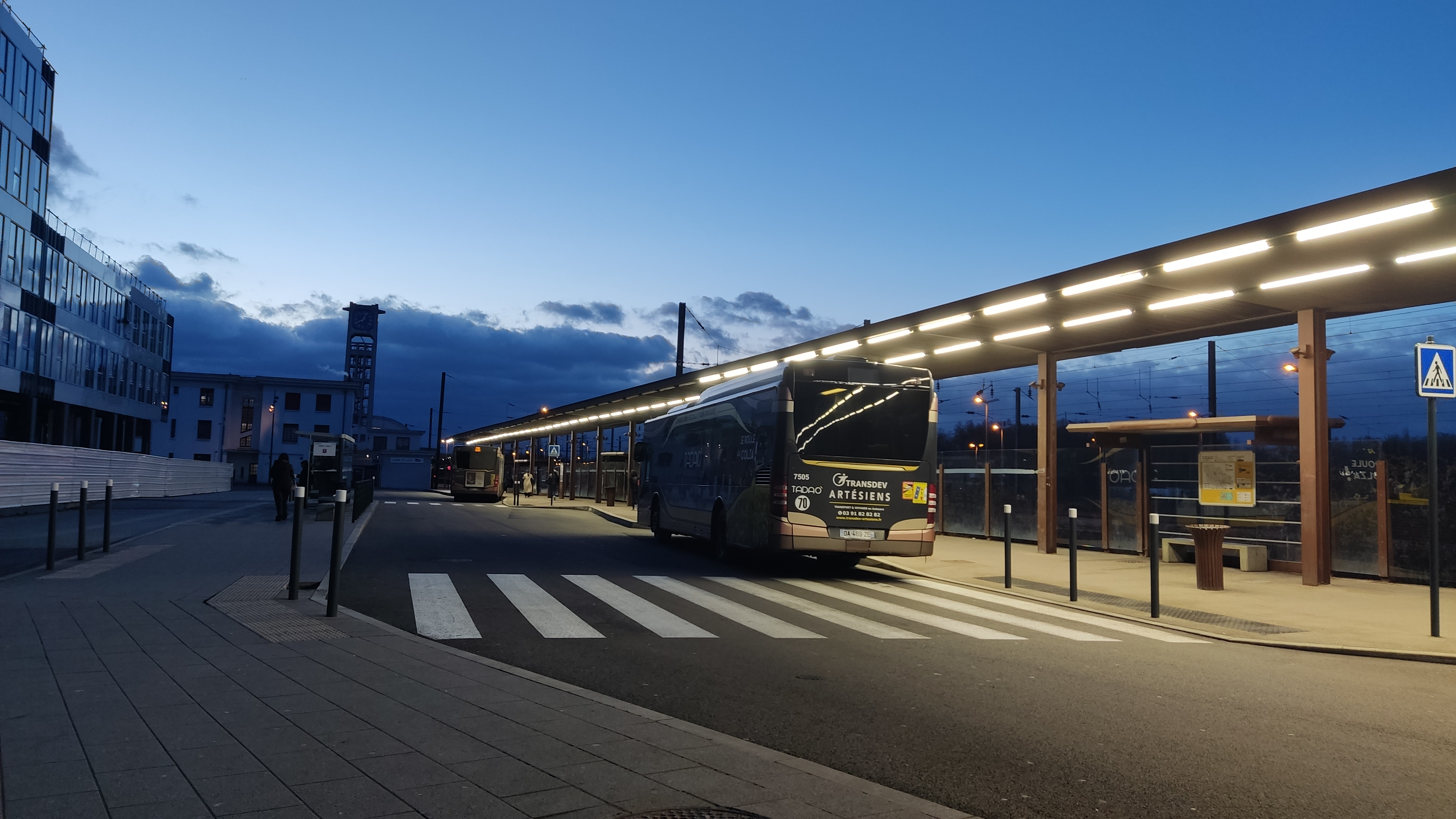
Le pôle multimodal de la gare de Lens.

Avec la refonte des lignes de bus en 2006, plusieurs pôles d'échanges, parfois intermodaux, ont été mis en place. Une majorité des lignes se rejoignent à un de ces pôles d'échanges. Ils sont au nombre de sept :
- Béthune Espace Clemenceau : B4, 10, 12, 20,

22, 26,50, 54, 56, Stopbus Béthune (ancien), Allobus A, Allobus B, Allobus C
- Béthune Gare : B2, B4, 12, 20,

22, 26,50, 54, 56,
- Bruay-la-Buissière Place de l'Europe : B2,B6

14, 36, 50, 62, 64, 66, 68, 70, 114
- Liévin Centre : B1 11

19 31 5557
- Carvin Centre :B5 15 39 53
- Lens Gares : B1 B3 B5 11 18 18 express

19 22 35 41 59 (TER Hauts-de-France).
- Henin-Beaumont Centre : B1

B7
15
19 21 25 27
- Henin-Beaumont Gare :

B1 B7 15
19
- Noyelles-Godault Europe :

B1
15
23
- Libercourt Gare :

B5
B7
33

### Autres services
D'autres services sont disponibles sous certaines conditions :
Services scolaires, ce sont les services de transport d'enfants et adolescents entre le domicile et l'école. Le réseau comporte 283 circuits scolaires, soit environ 25 000 jeunes.
ProxiBus, c'est un transport pour personnes à mobilité réduite avec au moins 80 % d'invadilité. Ceci marche à peu près comme un taxi, c'est-à-dire qu'on vient chercher la personne devant chez elle et on la conduit jusqu'à l'endroit demandé. Les tarifs sont les mêmes que pour le réseau classique. Et comme pour Allobus, il faut réserver pour prendre le bus.
En complément de ces deux services, six autres navettes, dont les navettes de centre-ville Stopbus, sont proposées :
- : Béthune Clemenceau - Bethune Gare
- : Lens Cité 9 Bis — Lens Grand Condé
- Navette Marché (ancien) : Bruay Square Henery — Bruay Cimetière (desserte du marché de Bruay le dimanche)
- Chronopro Delta 3 : Libercourt Gare — Dourges Plateforme Delta 3
- Chronopro PI Artois Flandres : La Bassée Gare SNCF — Douvrin ZI Artois Flandres
- Navette Louvre Lens (ancien) : Lens Gare Bus — Lens Louvre Lens

## Les véhicules

### Le parc

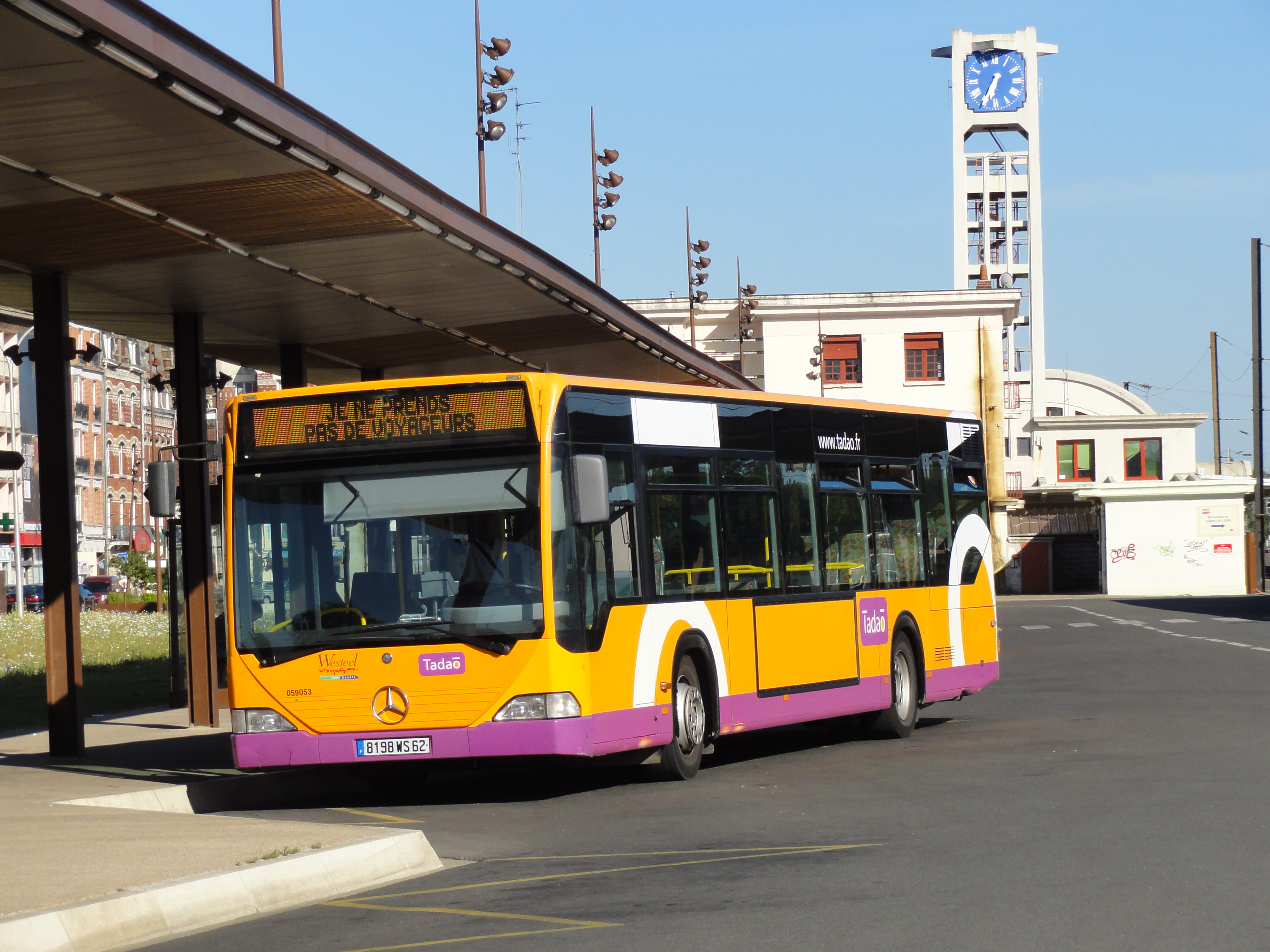
Un bus Citaro I de l'entreprise privée Westeel en livrée Tadao.

Le parc est formé de 450 véhicules répartis sur quatre dépôts (Béthune, Grenay, Houdain et Hénin-Beaumont), mais uniquement 425 sont mobilisés lors des heures de pointe. Parmi ces véhicules, il y a entre autres des Citelis 12 et des Agora S pour la ligne buLLe. Pour les lignes régulières, on peut voir entre autres des Citelis 12, des Agora S jusqu’en 2020, New A330, des Renault R312, Renault PR112, et des Citaro II. Le parc comporte également des minibus Citroën Jumper et Renault Master pour faire les trajets Allobus. La majorité des bus sont à plancher bas pour l'accès aux personnes à mobilité réduite.
Aujourd’hui le parc est essentiellement constitué d’autobus hybrides IVECO Crealis 12 mètres et 18 mètres (articulés), de Volvo 7900 (version midibus ou standard), d’un IVECO Urbanway, de Citaro II, de Citelis 12, de 3 Heuliez GX 127, de 6 Safra Businova fonctionnant à l’hydrogène pour effectuer le service en propre.
Concernant les sous-traitants, Transdev Artésiens et Transdev Littoral Nord utilisent principalement des Heuliez GX327 et GX337 mais aussi des SETRA S416 NF ou des Mercedes- Benz Citaro. Keolis Westeel utilise quasi exclusivement des Mercedes- Benz Citaro (I, Facelift et C2) mais aussi 3 Heuliez GX 137 L. Voyages Rose et Transport Jules Benoît utilisent uniquement des Irisbus/IVECO Crossway LE
En ce qui concerne les voyageurs, 94 % aiment le confort et la propreté des bus du réseau.
Des organismes de transport comme Keolis Westeel , Transdev Artésiens avec le réseau Oscar, Voyages Rose, Voyages Mullie, Transdev Littoral Nord et Transports Jules Benoît et Keolis Pays d'Artois s'occupent également de certaines lignes du réseau. Ces transporteurs partenaires du réseau ont normalement un panneau ou un autocollant Tadao accolé à l'avant du bus. Certains transporteurs effectuent également les transports scolaires pour le compte de Tadao ou de la Région Hauts-de-France.
| Transporteur                                | Lignes |
| ------------------------------------------- | --- |
| Transdev Artois Gohelle (Service en propre) | B1, B2, B3, B4, B5, B6, B7, 10, 11, 12, 14, 15, 19, 36, 41, 50, 54, 60, Navettes Lens, Proxibus                          |
| Transdev Artésiens                          | 18, 18 Express, 20, 22, 24, 30, 37, 50, 52, 54, 56, 60, 62, 66, 72, 74, 76, 78, 82, Circuits Scolaires,Allobus,Chronopro |
| Mullie                                      | 114, Navette Marché Bruay, Circuits Scolaires, Allobus, Chronopro                                                        |
| Transports Jules Benoît                     | 27, 37, Circuits Scolaires                                                                                               |
| Voyages Rose                                | 21, 23, 27, Circuits Scolaires                                                                                           |
| Keolis Westeel                              | 21, 23, 25, 31, 33, 35, 39, 53, 55, 57, 58, 59, Circuits Scolaires                                                       |
| Transdev Littoral Nord                      | 33, 39, 47 |
| Keolis Pays d’Artois                        | 64, 68, 70, Circuits Scolaires                                                                                           |
| Voyages Inglard                             | Circuits Scolaires |

### La livrée
La livrée actuelle des autobus est noire avec des bandes jaunes et marron. Un paysage de cité minière est dessiné en blanc sur les flancs des bus.
Avant 2018, les véhicules des lignes régulières et les minibus étaient revêtus d’une livrée à prédominance orange carotte avec un bas de caisse améthyste et des cercles et des tirets rappelant le « ō » du logo de couleur blanche, mais il y en a certains qui étaient bleu pour les lignes "BuLLE" jusqu'en 2012 lors de la réorganisation du réseau.
Tous les bus des sous-traitants circulant sur les lignes du réseau sont de la même couleur que les bus de lignes régulières de Tadao — bien qu’exceptionnellement des autocars des compagnies sous-traitantes puissent remplacer les autobus en livrée Tadao, notamment sur les lignes rurales à faible fréquence. En temps normal, seuls les cars circulant sur les circuits scolaires gardent les livrées de leur sous-traitant ; ils sont reconnaissables à l'arrière affichant leur adresse et sont équipés d'un autocollant Tadao à l'avant du car.
Les anciennes livrées de Still et d'Artois Bus étaient majoritairement blanches. Tandis que les anciennes livrées Tuhc étaient jaunes et vertes.

## Les employés

### Effectifs
Les employés de chez Tadao sont près de 800 répartis sur tout le réseau et 97 % des usagers sont satisfaits de l'accueil et la gentillesse des hôtesses d'accueil du réseau. Tous les conducteurs travaillent pour le réseau de transport en commun Tadao, mais ils ne sont pas tous de la même entreprise.
Avant la fusion, 185 personnes assuraient les transports en commun.

### Grèves
Le lundi 4 septembre 2006, plus d’une centaine de salariés de Westeel (sous-exploitant de Tadao) décident de faire grève pour dénoncer leurs conditions de travail dites « insupportables ». Les 85 % de grévistes demandent alors une revalorisation de 5 % de tous les salaires, puisque la majorité des conducteurs de bus sont payés au salaire mensuel professionnel garanti. Les employés demandaient également la mise en place d’une prime pour l’augmentation des vacations, le décompte des heures supplémentaires à la semaine, la mise en place d’une prime de salissure pour le personnel d’atelier, l’obtention d’une indemnité pour le personnel effectuant la formation des nouveaux conducteurs et une prime de caisse. Le salaire net d'un conducteur avec une ancienneté de 23 ans de Westeel était de 1 100 € net. Après trente-trois jours de grève soit cinq semaines, mais également l'intervention des élus locaux et de l'inspection du travail, les grévistes ont repris le travail avec le versement d’une prime de vacances de 160 €, une augmentation des salaires de 2 % dès le mois de décembre, d’une prime de déplacement entre les dépôts passé de 10 € à 2 € par jour, de l'augmentation de la prime d'OT à 4,20 €,.
Parallèlement chez Tadao, un conducteur avec 12 ans d'ancienneté touche environ 1 300 € net par mois.
En mai 2018, une grève massive a touché l’ensemble des dépôts organisé par la CFDT et l’UNSA concernant les négociations salariales qui n’ont pas abouti avec notamment des blocages de dépôt. La direction représentée par Monsieur Jean-Christophe Gehin a assigné plusieurs salariés au Tribunal de Béthune pour permettre la levée des blocages des dépôts,.

## Usage

### Arrêt de bus

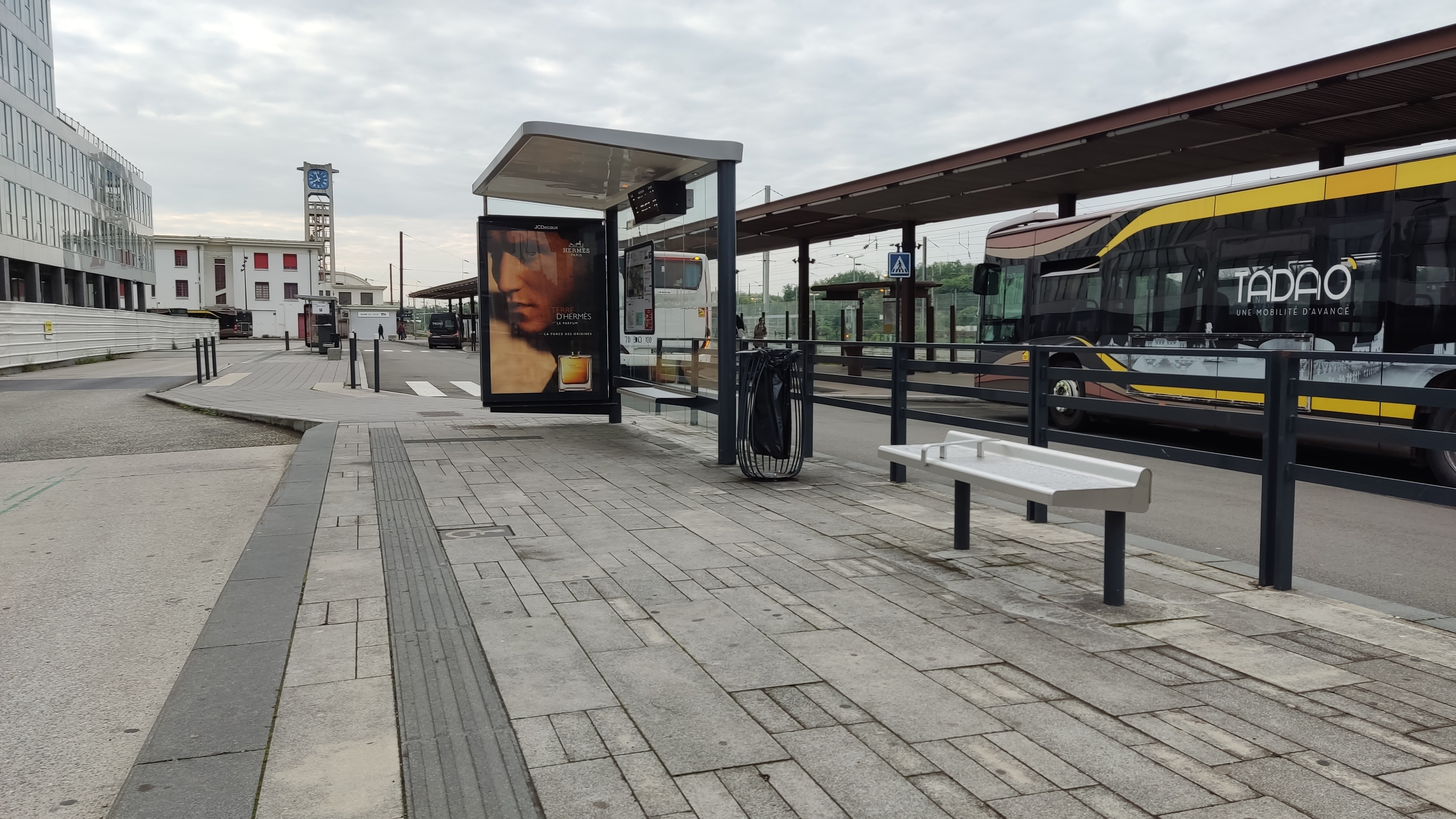
Arrêt de bus Tadao au pôle d'échange de la gare de Lens

Le réseau dispose de 3 105 arrêts de bus pour 750 km2, ce qui fait 4,14 arrêts pour un kilomètre carré.
Sur la totalité du réseau, les en-têtes des panneaux ou des abris des arrêts de bus doivent comporter le nom de l'arrêt, le numéro de la ligne concernée, sa direction et son sens, le logo de Tadao. En dessous, la zone d'information doit indiquer la grille horaire des lignes, le tarif des titres, l'adresse du point de vente le plus proche, la mention « Faire signe au conducteur ». Les abris eux-mêmes doivent également afficher le plan du réseau. C'est l'un des douze points du label Qualisto.
Les arrêts des lignes Bulle disposent de plus d'un affichage numérique informant en temps réel les prochains passages des bus à cet arrêt, en prenant en compte les éventuels retardements des bus. Cet affichage peut également informer d'une éventuelle déviation sur une ligne de l'arrêt.
À titre indicatif, à un point d'arrêt, un aménagement de quai coûte 15 000 € HT et un abri de bus coûte 5 000 € HT.

### Titre de transport
Pour voyager sur le réseau Tadao, quatre possibilités s'offrent à l'utilisateur.
D'abord, il y a le « ticket unité » à 1,20 €. Il ressemble à un ticket de caisse original et est achetable dans les véhicules auprès du conducteur ou via des distributeurs à l'arrêt de bus. Il n'est désormais plus possible d'acheter de billets auprès du conducteur dans les bulles 1 et 2, il est donc obligé d'être acheté à l'arrêt de bus pour ces deux lignes. Il reste valable uniquement une heure après l'achat. Avec la fusion d'Artois Bus, les voyageurs de Tadao n'ont plus le souci des « grands parcours » à 1,30 € et des « petits parcours » à 1 €. Maintenant, tous les parcours coûtent le même prix. Il existe également une « formule journée », vendue également dans les véhicules auprès du conducteur et aux boutiques Tadao, au prix de 3,30 € et qui permet de circuler sur le réseau pendant toute la journée.
Le billet sans contact, de couleur mauve, peut être chargé de six trajets à 5,50 € ou alors de la « formule journée » également à 3,30 €. Le billet peut servir pour voyager à plusieurs. Il suffit de le valider autant de fois que nécessaire.
Une autre possibilité pour payer son trajet, le service Presto permet de payer directement avec sa carte bancaire à l'entrée du bus. Le paiement avec sa carte bancaire permet d'acheter un trajet pour 1 à 6 personnes au maximum. Pour cela il faut simplement présenter sa carte bancaire à un validateur à l'entrée du bus. Il et également possible de payer avec son smartphone ou sa montre connectée (NFC).
La dernière possibilité est la carte à puce sans contact. Elles sont en communication en champ proche, c'est-à-dire qu'il ne faut plus entrer son titre de transport dans le composteur mais le passer devant. Nominatives, elles se chargent et se rechargent dans une des sept boutiques Tadao mais également chez certains buralistes. La carte en elle-même est gratuite, cependant en cas de perte, il faudra payer la nouvelle 10 €. Avant l'arrivée d'Artois Bus, cette technologie était réservée aux scolaires et aux retraités, maintenant elle est utilisable par tous. C'est pour cela que les anciennes cartes de transport Tadao et d'Artois Bus n'étaient plus valables lors de l'unification des transports en commun du bassin minier.
Cette nouvelle carte sert à l'unification du réseau, la gestion de l’ensemble de l’information et la possibilité d’être compatible avec les autres réseaux comme avec le réseau Ilévia (transports en commun lillois) pour la création d'une carte orange du Nord-Pas-de-Calais. En juin 2011, la carte Pass Pass remplacera la carte actuelle, elle permettra de circuler, à terme, sur toute la région. Elle sera obligatoire pour les bus des BuLLes 1 et 2 à compter du 2 janvier 2019.
Les prix ne devraient pas augmenter même à la suite de la hausse du prix du pétrole, surtout que le réseau est le moins cher des 22 agglomérations de plus de 250 000 habitants hors Île-de-France. 90 % des utilisateurs du réseau sont satisfaits de la nouvelle gamme tarifaire. Depuis la création de la Journée du transport public, Tadao s'y associe pour baisser ses prix à 1 € pour toute la journée et sur tout le réseau.

## Incidents
Lors des émeutes de novembre 2005, trois bus ont été brûlés dans un hangar à Hénin-Beaumont,.
Entre les deuxièmes trimestres 2006 et 2007, les incidents ont augmenté de 32 % tandis que les incidents envers les personnes ont augmenté de 78 %. À la suite de ce constat, Tadao avec le soutien de la police a intégré dans ses bus, plusieurs citoyens volontaires pour prévenir les violences et les actes de délinquance,. Ce ne sont ni des policiers, ni des médiateurs, ils ont juste un rôle préventif. La majorité des faits se passe sur la ligne bulle1.

## Site internet
Jusqu'à la rentrée 2008, le site avait été réalisé par l'entreprise Shirka, grâce à la solution NetKali. Le site avait été mis en ligne en août 2006 et était hébergé par Ornis. Le 23 août 2007, le site avait été modifié avec l'arrivée d'Artois Bus.
À la rentrée 2008, le site a encore fait peau neuve et a été réalisé avec ActiPage, l'outil de gestion de page par Actigraph.
Fin août 2018, le site fait une nouvelle fois peau neuve, avec un nouveau logo et bien d'autres changements.